# 李静杰
李静杰（1941年12月—），汉族，江苏邳县人，中华人民共和国政治人物、第十一届全国政协委员，中国社会科学院俄罗斯东欧中亚研究所研究员、原所长。中国共产党党员。
2006年当选中国社会科学院学部委员。2008年，当选第十一届全国政协委员，代表社会科学界，分入第三十二组。并担任外事委员会专委。